# Claudio Egler
Claudio Antonio Gonçalves Egler ist ein brasilianischer Geoökonom und Professor an der Universidade Federal do Rio de Janeiro. Er promovierte 1993 in Wirtschaftswissenschaften an der Universidade Estadual de Campinas. Egler ist bekannt für seine Periodisierung der Territorialbildung Brasiliens.